# أيلمر هالدين
أيلمر هالدين (بالإنجليزية: Aylmer Haldane)‏ (17 نوفمبر 1862- 19 أبريل 1950م) جنرال في الجيش البريطاني أصله من اسكتلندا، شغل منصب القائد العام لقوات حملة بلاد ما بين النهرين البريطانية في العراق من (1920-1922م)، حاصل على عدد من الأوسمة العسكرية منها، وسام القديس ميخائيل وسانت جورج، وسام الحمّام، وسام الخدمة المتميزة.

## السيرة
الجنرال السير جيمس أيلمر لوثروب هالدين هو الابن الو حيد للطبيب دانيال روثرفورد هالدين وامه شارلوت اليزابيث لوثروب.ينحدر من عائلة اسكتلندية أرستقراطية مميزة، تقيم في جلينيجز. وهو ابن عم ريتشارد هالدين الفايسكونت هالدين الأول، وزير الدولة للحرب من (1905-1912م)، ومدبر إصلاحات هالدين.وعندما بلغ السادسة والعشرين وكان برتبة ملازم متمركز في بلفاست في أيرلندا التقى بفتاة شابة تدعى (كيت ستيوارت) وتعمل نادلة في مشرب، فتزوجا في (13يوليو/تموز 1888م) واتفقا على ان يكون زواجهما سرياً. حسب ماذكره ونستون تشرشل انه خدع بالزواج منها، وقد عرض هالدين علي زوجته «نصف من كل مالديه في العالم» من أجل الطلاق، لكنها «تريد ان تكون سيدة».
ويواصل تشرشل: انه من المستحيل ان يملأ أي قيادة عليا وهو يعيش مثل هذه الحياة الخاصة. يقول: فسألته عن صحتها، فقال هالدين: ممتازة. وانا اخشى ان لا يكون اقتراح أفضل غير القتل. ولكن كان معترضاً على مثل هكذا فعل. البائس المسكين هالدين سيبقى مقيداً بهذا الزواج مدى الحياة. ولكن في الواقع نجح هالدين بالوصول إلى أعلى رتبة وهي رتبة جنرال كاملة.

## عمله العسكري

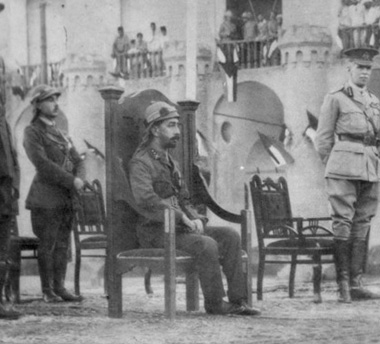
تتويج الأمير فيصل ملكاً على العراق عام 1921

تلقى أيلمر هالدين تعليمه في أكاديمية إدنبره ومدرسة ومبلدون وتخرج منها بمرتبة الشرف ليلتحق بأكاديمية ساندهيرست العسكرية الملكية، وفي (9 سبتمبر/أيلول 1882م) وهو في العشرين من عمره كضابط بريطاني إلتحق برتبة ملازم (adjutant) مساعد في (فوج جوردن هايلاندرس). في (18 شباط /فبراير 1886م)، تمت ترقيته إلى رتبة ملازم، وفي (8 نيسان/أبريل 1892م)، رُقيَّ إلى رتبة نقيب. بين عامي (1894-1895م)، شارك في حملة تشيترال ضمن قوة وزيرستان الميدانية. تم إرساله في العامين (1897-1898م)، ضمن حملة تيرا لقمع تمرد (افريدس)، وفي (20 مايو/آيار 1898م)، منح وسام الخدمة المتميزة، وفي وقت لاحق من نفس هذه السنة أصبح مساعداً للقائد العام لجزر الهند الشرقية. شارك في (حرب بوير الثانية) التي وقعت في جنوب أفريقيا بين الأعوام (1899-1902م)، وقد وقع  أسير حرب فيها. وأثناء سجنه في بريتوريا خطط للهروب مع عدد من رفاقه من بينهم ونستون تشرشل الذي أصبح مشهوراً لتمكنه من الهرب، بينما هالدين فشل في الهروب، والذي إشتكى لاحقاً من عدم إحترام تشرشل لأولئك الذين كانوا سيهربون معه. وفي وقت لاحق تمكن هالدين من الفرار من هذا السجن.
وبعدها في (27 يوليو/تموز 1901م)، تم تعيينه نقيباً في قسم الإستخبارات العسكرية بمكتب الحرب، وقد تمت ترقيته إلى رتبة رائد في (23 يوليو/تموز 1902م)، وبعدها بيوم واحد حصل على رتبة مقدم فخرية (brevet). ثم عمل ملحقاٌ عسكرياً مع الجيش الإمبراطوري الياباني من (يوليو/تموز 1904-سبتمر/أيلول 1905م)، خلال الحرب الروسية اليابانية، ورافق القوات اليابانية إلى منشوريا. تبعها ترقيته إلى رتبة عقيد فخرية (brevet) ومنح وسام الحمّام العسكري في (16 مارس/آذار 1906م)، ومنح رتبة عقيد في (29 إكتوبر/تشرين أول 1906م.) ثم شغل منصب مساعد مدير الإستخبارات العسكرية للفترة من (1906 إلى 1909م). في (الأول من إكتوبر/تشرين أول 1909م)، تمت ترقيته إلى رتبة عميد مؤقت، وفي عام (1910م)، أصبح قائداً للواء المشاة العاشر. شارك أيلمر هالدين في الحرب العالمية الأولى كقائد للفرقة الثالثة ضمن قوة الإستطلاع العسكرية البريطانية. ثم إستلم قيادة الفيلق السادس في فرنسا عام (1916م).

## العراق
بعد إنتهاء الحرب العالمية الأولى وفي عام (1920م)، تم تعيين الجنرال هالدين قائداً عاماً لقيادة قوات بلاد ما بين النهرين، وعند إستلام هذا المنصب قد وصلت له معلومات عبر وكلاء ومرسولين من النجف وكربلاء عن قيام خطباء الجوامع بالقاء الخطب الجهادية والحماسية ضد الوجود البريطاني في العراق، وكانت بداية لما عرفت لاحقاً باسم ثورة العشرين وقد قام بمراسلة تشرشل الذي كان حينها وزيرأ للحرب والطيران بان يرسل له قوات وطائرات إضافية لإيقاف هذا التمرد العشائري. فتصدى للثوار بشتى أنواع الأسلحة إضافة إلى مالديه من قوات هندية يعرفون باسم (الكركة Gurkhas). وكان من المفترض تنصيب فيصل ملكاً على العراق لكن ذلك تأخر إلى أن يتم إخماد التمرد. كان القائد الذي يحمل هذه المسؤولية هو الفريق السير أيلمر هالدين، الذي طلب بطبيعة الحال إرسال قوات إضافية إلى العراق، لكن تشرشل كوزير حرب أوضح أن ذلك سيكون «صعبًا للغاية» من الناحية المالية، ووجه هالدين إلى إعداد خطط للانسحاب إذا لزم الأمر. والبحث عن طريقة اقتصادية لإنهاء العنف، أراد تشرشل بان تقوم القوات الجوية الملكية بتطوير قنابل غازية مصنوعة من غاز الخردل، الذي من شأنه أن يعاقب المواطنين المتمردين دون إلحاق إصابات خطيرة بهم.
ومن اسباب التمرد انه عندما إحتلت القوات المسلحة البريطانية مدينة بغداد في (11 آذار/ مارس 1917م)، وإنسحاب قوات الجيش العثماني منها. مما سبب فراغاً أمنياً واضحاً. ورغم المحاولة لملأ هذا الفراغ الأمني، إلا ان الأوضاع كانت غير مستقرة لعدم وجود قوات أمنية وطنية. حيث قامت قوات الإحتلال البريطانية بربط مؤسسة الشرطة بدائرة الحاكم الملكي العام أرنولد ويلسون وكان ملاكها من البريطانيين والهنود الذين ينتسبون إلى دائرة الشرطة الهندية. ولإيقاف التمرد والعنف أصدر الجنرال (ايلمر هالدين) القائد العام للقوات البريطانية المرابطة في العراق عام (1920م)، بيان رقم (72) في (11تموز 1920م) أسماه (بيان البوليس) (الذي ألغى نظام البوليس العثماني المؤرخ في 2 مايس 1908)، واتسمت معظم مواده بالشدة والصرامة واستخدام العقوبات للمحافظة على سلامة البريطانيين الموجودين في العراق، وأشار إلى ان إدارة الشرطة تناط بمأمور يسمى (مفتش عام الشرطة) وقد منح صلاحية مع نائبه ومعاونيه إصدار أوامر تنظيم المرور في الطرقات العامة، ومنع المرور مؤقتاً في الحالات الضرورية، وتنظيم سير الجماهير والمواكب ومعاقبة المخالفين للنظام بالحبس لمدة لا تقل عن شهر أو بغرامة تتجاوز 200 روبية. وبموجب هذا البيان أُلفت قوة بوليس تتكون من جنود المشاة والخيالة والهجانة وضابطين عراقيين وإثنين وتسعين مفوضاً من الهنود والعراقيين وغيرهم، وواحد وسبعين موظفاً بريطانياً، وإثنين وعشرين ضابطاً بريطانياً. وبعد ان هدأت الأوضاع نتيجة وعود بالإستقلال وتشكيل حكومة وطنية.وفعلاً في عام 1921م، تم الإعلان عن تأسيس الدولة العراقية وتنصيب فيصل الأول ملكاً على العراق. وبذلك انهى الجنرال أيلمر هالدين المهمة التي كان مكلفاً بها ليغادر بعدها العراق عام (1922م)، ثم أحيل على التقاعد عام (1925م).

## وفاته

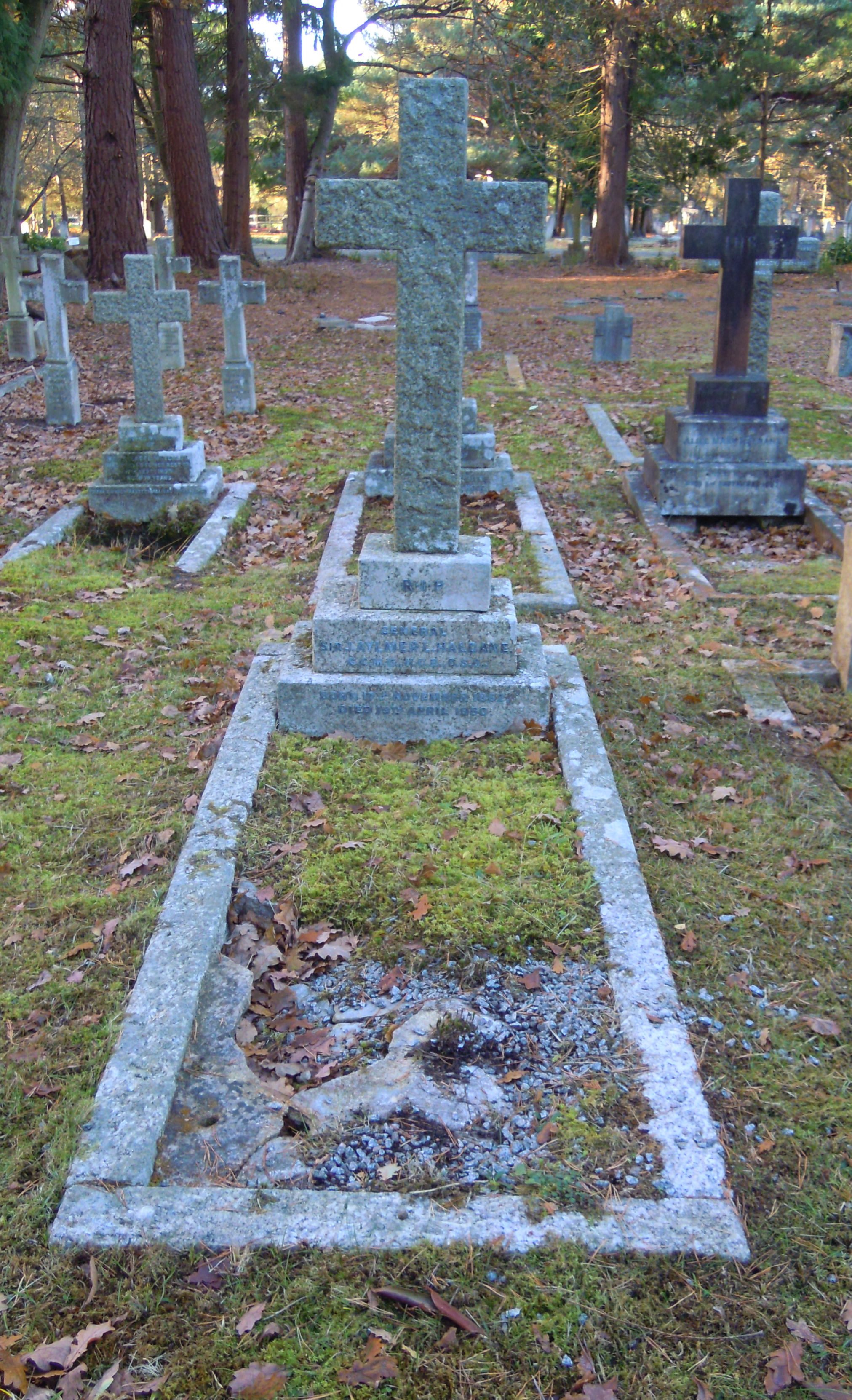
قبر أيلمر هالدين في مقبرة بروكود

توفي الجنرال أيلمر هالدين بمنزله في لندن 19 أبريل/نيسان 1950م، عن عمر ناهز (89) عاماً، ووريَّ جثمانه الثرى في مقبرة بروكود في سري.

## أوسمة الشرف
- وسام الكنز المقدس، اليابان 1902م.

## من مؤلفاته
- كيف هربنا من بريتوريا. (ادنبرة: بلاك وود: 1901).[9]
- انتفاضة بلاد ما بين النهرين 1920. (لندن: 1922).[10]
- ملحمة جندي: السيرة الذاتية للجنرال السير أيلمر هالدين. (ادنبرة، بلاك وود:1948).[11]